# قسطنطين العظيم والمسيحية

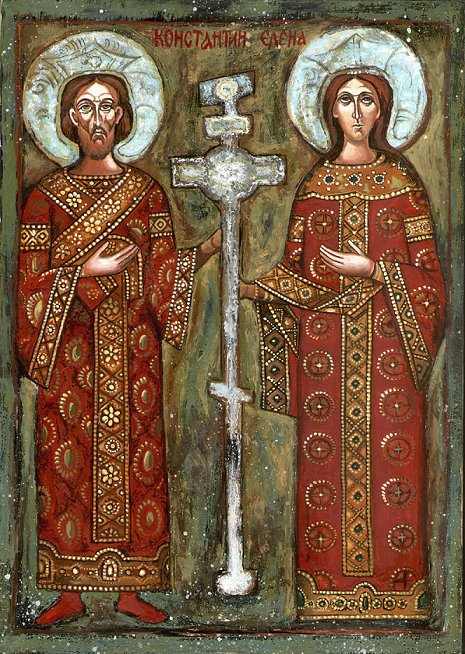
أيقونة أرثوذكسية بلغارية للإمبراطور قسطنطين وأمه القديسة هيلانة

عندما حكم الإمبراطور الروماني قسطنطين العظيم روما بين عامي (306–337م) أصبحت المسيحية دين الإمبراطورية الرومانية المهيمن. ولا زال المؤرخون يجهلون أسباب تفضيل قسطنطين للمسيحية، وقد بحث علماء الدين (اللاهوتيون) والمؤرخين وناقشوا أي أنواع المسيحية اتخذه نهجاً. على الرغم من أن القديسة هيلانة والدة قسطنطين كانت مسيحية إلا أنه لم تتوافق آراء العلماء حول ما إذا دان بدين والدته (المسيحية) في شبابه، أو كان تدريجياً على مدى حياته، وأنه لم يعمَّد حتى قبيل وفاته.
كان تحول قسطنطين نقطة تحول للمسيحية مبكرة، والتي يشار إليها أحياناً بـ«انتصار الكنيسة»، سلام الكنيسة أو تحول قسطنطين. فقد أصدر قسطنطين وليسينيوس في سنة 313م مرسوم ميلانو يقضي بإضفاء الشرعية على العبادة والشعائر المسيحية. وأصبح الإمبراطور مناصر كبير للكنيسة ومهد منصب الإمبراطور المسيحي داخل الكنيسة ومفهوم الأرثوذكسية والمسيحية، والمجامع المسكونية والكنيسة الرسمية للإمبراطورية الرومانية بمرسوم أعلن عنه في 380م. لُقب بالقديس والرسول في الكنيسة الأرثوذكسية الشرقية، كما جعلته مثلاً وقدوة لكل «ملك مسيحي».

## قبل قسطنطين
اضطهد المسيحيون لأول مرة على يد الامبراطورية الرومانية اضطهاداً رسمياً سنة 64م، عندما اتهم الامبراطو نيرون المسيحيون بالوقوف خلف حريق روما العظيم كما ذكر المؤرخ الروماني تاسيتس. ووفقا لتقاليد الكنيسة، فإن بطرس وبولس استشهدا في عهد نيرو في روما. ومع ذلك، يناقش المؤرخون الحديثون ما إذا كانت الحكومة الرومانية قد ميزت بين المسيحيين واليهود قبل تعديل نيرفا فيسكوس جوديكوس (ضرائب اليهود) في سنة 96م، حيث كان على اليهود دفع الضرائب أم المسيحيين فلم تفرض عليهم.
عانى المسيحيون من سلسلة اضطهادات متفرقة وانصبت عليهم على مدى قرنين ونصف قرن. وكان رفضهم المشاركة في العبادة الإمبراطورية شكلاً من أشكال الخيانة التي يعاقب عليها بالإعدام. واكانت معظم عمليات الاضطهاد الرسمية في عهد دقلديانوس. فبين عامي (303م–311م) كان «الاضطهاد العظيم» حيث أمر الإمبراطور بهدم المباني المسيحية ومنازل المسيحيون وجمع كتبهم المقدسة وإحراقها. كما اعتقل المسيحيون وعذبوا، شوهوا، وأحرقوا، وجوعوا وأخذوا لمسابقات المصارعة لتسلية المتفرجين. وانتهى هذا «الاضطهاد العظيم» رسميا في نيسان/أبريل عام 311م، عندما أصدر كبير أباطرة الحكم الرباعي غاليريوس مرسوما يدعو إلى التسامح، والذي منح به المسيحيون حق ممارسة شعائرهم الدينية، على الرغم من أنه لم يرجع لهم أياً من ممتلكاتهم. حيث وقع قسطنطين، وقيصر الإمبراطورية الغربية، وليسنيوس قيصر الشرق على مرسوم التسامح. ويرى البعض أن تغير سياسة غاليريوس في اضطهاد المسيحيين وقمعهم لفترة طويلة تعزى إلى أحد أو كلا هؤلاء القياصرة.

## التحول إلى المسيحية

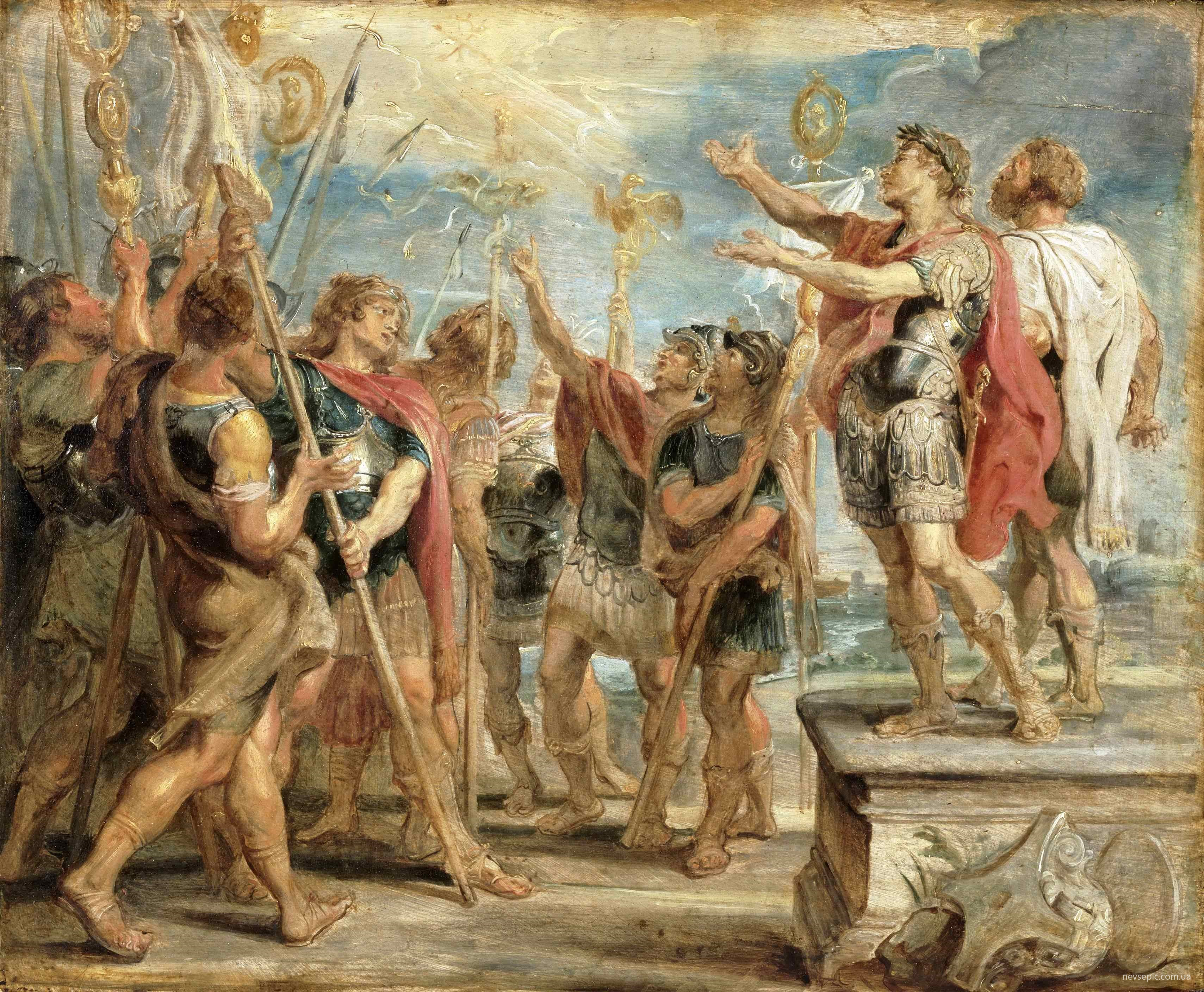
صورة للرسام روبنس عن تحول قسطنطين للمسحية

عايش الإمبراطور قسطنطين المسيحية منذ ولدته القديسة هيلانة، لكنه لم يصرح باعتناقه المسيحية حتى جاوز 42 سنة. وكتب إلى المسيحيين: إن قسطنطين يعتقد اعتقاداً جلياً أن نجاحاته لم تكن لتتحقق لولا حماية «الإله الأعلى» وحده.

### معركةجسر ميلفيو

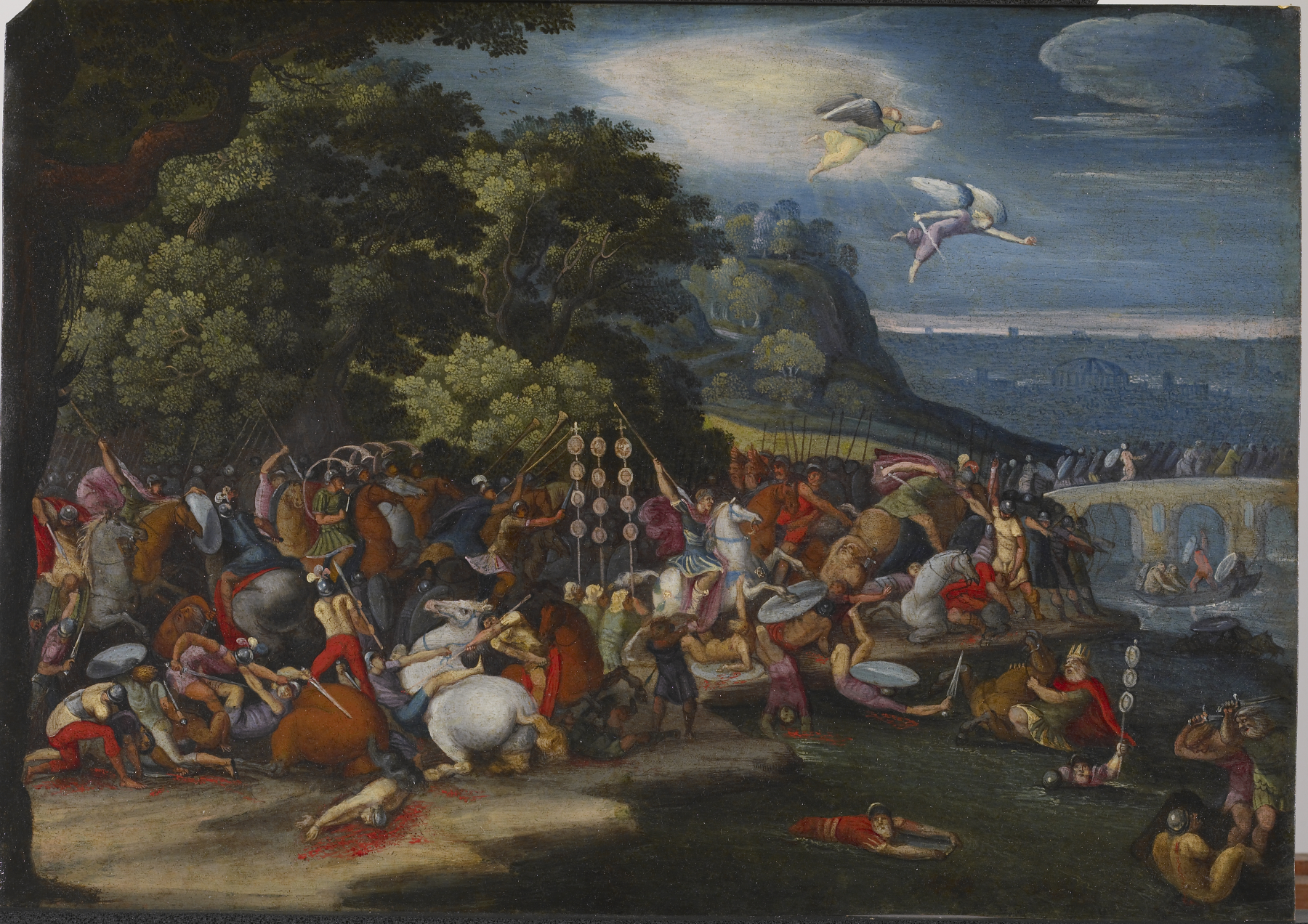
الإمبراطور قسطنطين على جسر ميلفيو

سجل المؤرخ اوساويوس القيصري وبعض المصادر المسيحية الأخرى أن قسطنطين شهد موقعة كبيرة عام 312م في معركة جسر ميلفيو، والتي دعي بعدها قسطنطين بالإمبراطور الأعلى في الغرب. ووفقا لتلك المصادر، فقد نظر قسطنطين للشمس قبل المعركة ورأى صليباً من نور فوق الشمس ومعها كلمات باليونانية: " " («فز بهذا»، وكثيراً ما حولت للاتينية "in hoc signo vinces"). وأمر قسطنطين قواته بتزين دروعهم برمز المسيحية (شيرو)، وبعد ذلك انتصروا.

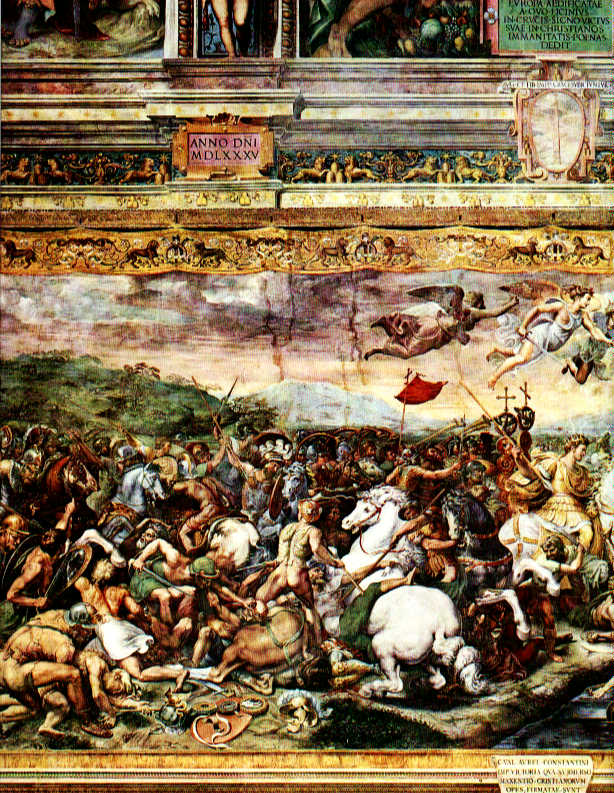
معركة جسر ميلفيو بريشة الرسام الإيطالي رافائيل في إحدى صالات الفاتيكان. يصور الفنان قوات قسطنطين تحمل اللبرومة (راية عسكرية رومانية).

تجاهل الإمبراطور الجديد في أعقاب المعركة مذابح الآلهة التي أعدت في الكابيتول ولم يقم بتقديم القرابين المتعارف عليها للاحتفال بدخول روما منتصرا، بل توجه مباشرة إلى القصر الإمبراطوري. مع ذلك لم يعتنق سكان الإمبراطورية الأكثر نفوذا - لا آسيما كبار المسؤولين العسكريين، المسيحية - ولا زالت تؤمن بالديانات التقليدية السائدة في روما؛ وأبدى حكم قسنطين على الأقل استعدادا لاسترضاء هذه الفصائل. وسكت العملات المعدنية الرومانية لثماني سنوات بعد المعركة وعليها صور الآلهة الرومانية. كما لم تتضمن الآثار التي قام بها بداية مثل قوس قسطنطين في إشارة إلى المسيحية.

### مرسوم ميلانو
أعلن قسطنطين وليسينيوس في عام 313م «أن منح المسيحيين وغيرهم الحرية لاتباع الدين والنهج المناسب والأفضل لكل فرد منهم لهي خطوة أخلاقية صائبة»، مما منح التسامح لجميع الأديان، بما فيها المسيحية. وزاد مرسوم ميلانو على مرسوم غاليريوس للتسامح عام 311م إرجاع ممتلكات الكنيسة المصادرة. وبهذا المرسوم أصبحت الإمبراطورية رسميًا محايدة فيما يتعلق بالعبادة الدينية؛ فليست الديانات التقليدية باطلة غير المشروعة ولا المسيحية دين الدولة، كما حدث فيما بعد بموجب مرسوم تسالونيكي. إلا أنه فعلى شأن المسيحية داخل الإمبراطورية بمرسوم ميلانو وأكدت من جديد أهمية العبادة الدينية لمصلحة ورفاهية الدولة.

## رعاية الكنيسة

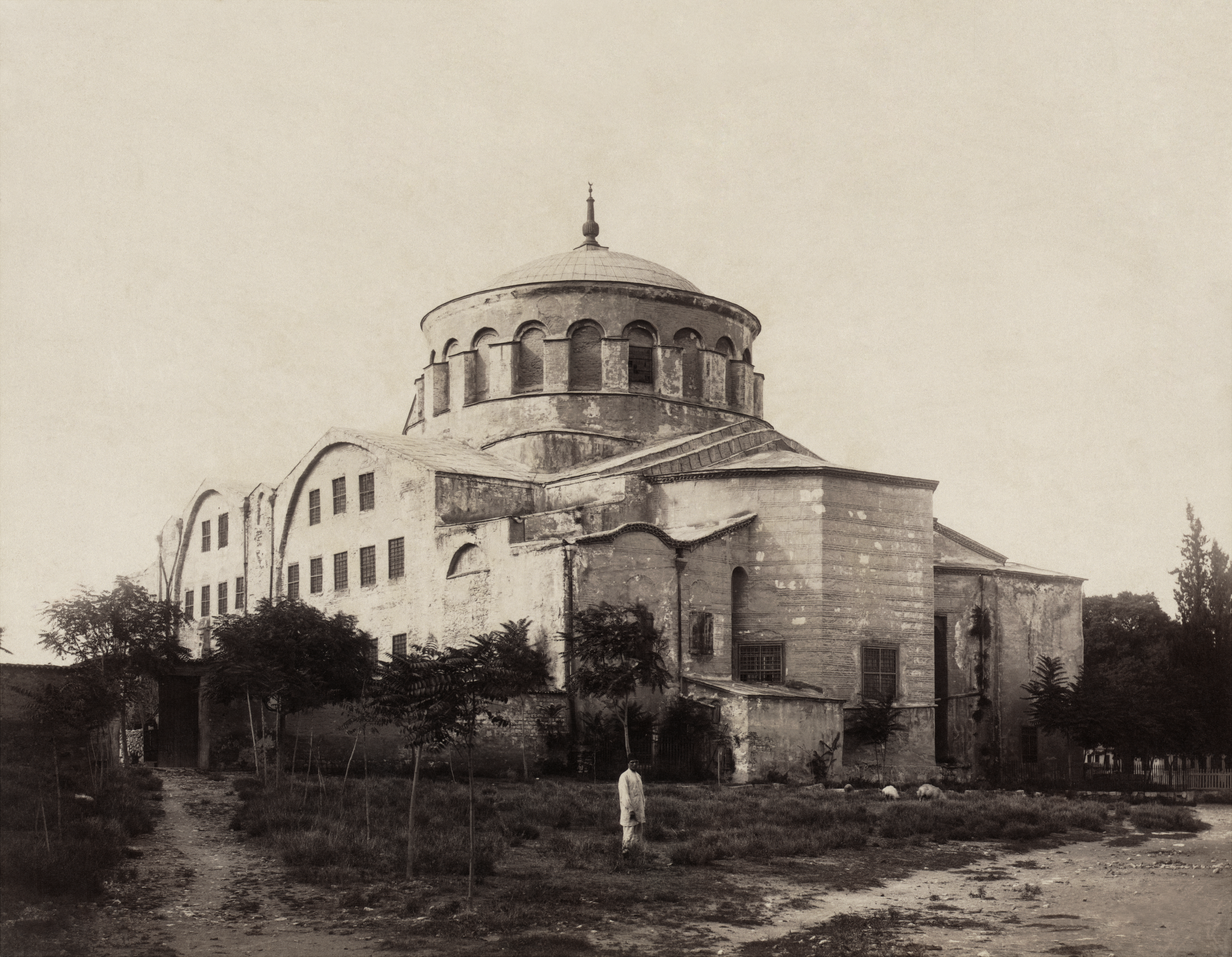
آيا ايرين: أول كنيسة أنشأها قسطنطين في القسطنطينية

وكان اعتناق قسطنطين نقطة تحول للمسيحية مبكرة. وبعد انتصاره أخذ قسطنطين دور الحامي للعقيدة المسيحية. فقد كان يدعم الكنيسة بالأموال، وبنى عدد كبيراً من الكاتدرائيات، ومنح رجال الدين بعض الامتيازات (كالإعفاء من ضرائب معينة) لرجال الدين، وولى المسيحيين رتباَ رفيعة في الدولة، وأرجع الممتلكات التي صادرها دقلديانوس خلال «الاضطهاد العظيم»، كما وهب الكنيسة أراضي وثروات أخرى. وبنى قسطنطسن بين عامي 324م و 330 عاصمة إمبراطوريتة الجديدة في بيزنطة على مضيق البوسفور، والتي سميت القسطنطينية من أجله. واستخدمت فنون العمارة النصرانية علناً وحوت المدينة العديد من الكنائس داخل أسوارها خلاف ما كانت عليه روما «القديمة» كما لم تتضمن هذه المدينة سلفاً أي معابد لديانات أخرى.
وبقيام قسطنطين بدفع من لم يعتنق المسيحية دفع مبلغ من المال للعيش في المدينة الجديدة. ويروي المؤرخون المسيحيون أنه بدا لقسطنطين ضرورة تعليم رعاياه كيفية التخلي عن طقوسهم (...) وتعويدهم كيف يحتقرون تلك المعابد وما فيها من صور" مما أدى إلى إغلاق المعابد بسبب افتقارها إلى الدعم، كما ان الثروات انصبت في الخزينة الإمبراطورية؛ ولم يكن قسطنطين بحاجة لاستخدام القوة لتنفيذ ذلك. ويضيف المؤرخ ثيوفانيس أن المعابد "كانت تباد"، إلا أن المؤرخين المعاصرين رأو أن هذا "عار عن الصحة".

### المناصب العامة
فازت المسيحية بنصيب الأسد في التفضيل المبراطوري عدة مرات بالفتوى؛ وفتحت آفاقاً جديدة للمسيحيين، بما في ذلك الحق في التنافس مع غيرهم من الرومان في الترشح التقليدي لمناصب حكومية عالية، وقبول أكبر في المجتمع المدني عامة. احترم قسطنطين الثقافة والتهذيب، وتألفت محكمته من الرجال الأكبر سنا، ذوي احترام وشرف. وحرم رجال من الأسر الرومانية الرائدة ممن رفضوا اعتناق المسيحية من مناصب في السلطة والتي كانت تتطلب تعييناً، وحتى نهاية حياته كانت ثلثي حكومته العليا من غير المسيحيون. وأصدر في عام 313م «مرسوم ميلانو»، الذي يسمح للمسيحيين بممارسة شعائرهم الدينية داخل الإمبراطورية الرومانية.

### الإصلاحات القانونية
فرضت قوانين قسنطين وعكست إصلاحاته المسيحية. فقد ألغيت عقوبة الصلب لأسباب تتعلق بمعتقد أو بالتقوى المسيحية، واستبدل بعقوبة الشنق لإظهار وجود قانون وعدالة الأمبراطورية الرومانية. وأعلن في السابع من آذار/مارس عام 321 أن يوم الأحد يوم عطلة رسمية؛ تغلق فيه الأسواق والمكاتب العامة باستثناء ما كان منها لغرض تحرير العبيد.
لكن لم تفرض قيود على الزراعة، والتي كان عمل الغالبية العظمى من السكان. حتى أن بعض القوانين لتوصف بالإنسانية بمعناها الحديث، بل ربما يكون هذا المعنى نشأ من المسيحية: فلا ينبغي أن يحبس السجين في ظلام دامس بل يعطى فسحة في الهواء الطلق أثناء النهار؛ وقد ينفذ حكم الإعدام على الرجل المدان في ساحة عامة، لكن لا يوسم وجهه الذي أحسن الله خلقته؛ إذ يرون أن الله خلق الإنسان على صورته، لكن قد يسمح بوسمه على قدميه فقط. كما أمر بمنع ألعاب المصارعة سنة 325م.

### الأناجيل المسيحية القديمة
كلف قسطنطين اوساويوس في 331م بإيصال خمسين نسخة من الكتاب المقدس لكنيسة القسطنطينية. وسجلت مكتبة أثناسيوس نحو 340 ناسخاً في الاسكندرانية لتجهيز أناجيل قنسطنس ولم يعرف سوى القليل غيرها. وكانت هناك تكهنات بأن هذا قد حفز قوائم القديسين، وأن المخطوطة الفاتيكانية والسينائية أمثلة على تلك الأناجيل؛ وكذلك بشيطتا والمخطوطة الإسكندرانية وهذه المخطوطات الأربعة هي أقدم نسخ الأناجيل المسيحية الموجودة.

## الأباطرة المسيحيين

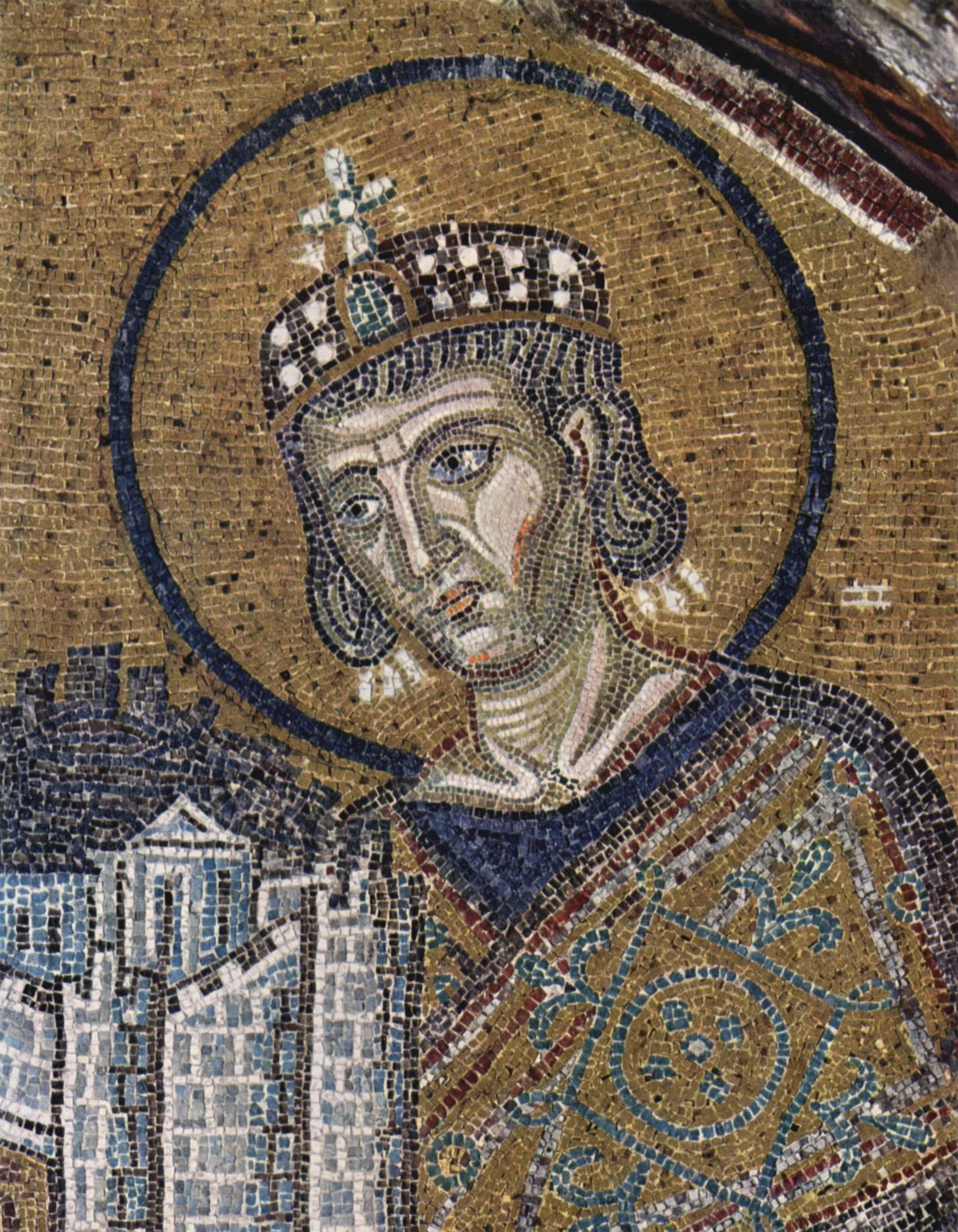
قسطنطين العظيم

### إنفاذ سياسة الكنيسة
مهد حكم قسطنطين موقف الإمبراطور المسيحي في الكنيسة؛ وحيث أن الأباطرة يرون أنهم مسئولون أمام الله عن سلامة رعاياهم الروحية كان لزاماً عليهم الحفاظ على عقيدتهم. إلا أن الإمبراطور لا يقرر التعاليم الدينية والعقائد؛ فتلك مسؤولية الأساقفة؛ بل يتوجب عليه فرض العقيدة واقتلاع الهرطقة، والتمسك بالوحدة الكنسية والتأكد من أن الله يعبد كما ينبغي - في عقيدتهم – داخل أسوار إمبراطوريته؛ أما عن ماهية العبادة الصحيحة (الأرثوذكسية) ومما تتألف تلك التعاليم والعقيدة فكان واجب الكنيسة أن تحدد ذلك.
حكَّم قسطنطين في خلافات شمال أفريقيا سنة 316م حول مناظرة دوناتوس. والأهم من ذلك أنه استدعى مجمع نيقية الأول في 325م، وهو أول مجمع مسكوني فعال (ما لم يشمل هذا التصنيف مجمع القدس وكان مجمع نيقية يركز غالباً على مناظرات الآريوسية، فكان قسطنطين مشتتاً بين مخيما الآريوسية والثالوث، وبعد المجمع النيقي وعكس ما جاءت به التوصيات؛ استدعى قسطنطين آريوس من منفاه أخيراً، ونفى أثناسيوس من الإسكندرية إلىترير.
وتم تعميد قسطنطين قبل وفاته في أيار/مايو سنة 337م حيث قام بذلك أحد أقاربه من نسب بعيد أريانيان الأسقف الآريوسي يوسابيوس النيقوميدي. أثناء وجود يوسابيوس النيقوميدي في البلاط الإمبراطوري، كان يدير المحكمة الشرقية والمناصب الكبرى في الكنيسة الشرقية الآريوسيون أو المتعاطفين معهم. ونال يوسابيوس ثقة قسطنطين وقسطنطين الثاني باستثناء فترة الكسوف القصيرة، وكان المعلم الخاص للإمبراطور يوليان المرتد. وتولى العرش بعد موت قسطنطين ابنه وخليفته قسطنطين الثاني وكان آريوسياً كما كان الإمبراطور فالنس.

### قمع الديانات الأخرى
ظهر موقف قسطنطين من الأديان في روما التي تطورت خلال فترة حكمه. كما ظل سكً العملة وغيرها من زخارف الرسمية، منتسبة له لكن بنقوش وثنية لإله الشمس سول إنفكتوس حتى سنة 325 حيث قام قسطنطين في البداية، بحظر بناء معابد جديدة والتسامح مع التضحيات التقليدية؛ لكن وقبل نهاية فترة حكمه أمر بنهب المعابد الرومانية وسرقتها.

### العلاقات الفارسية
تسامحت الإمبراطورية الساسانية الفارسية الممتدة إلى ما بعد الجير شرقي نهر الفرات التي كانت في حرب دائمة مع روما مع المسيحية. ويقال أن قسطنطين قد كتب لشابور الثاني في 324م وحثه على حماية المسيحيين ممن هم تحت حكمه. ولما أصبحت المسيحية ديانة الإمبراطورية الرومانية، سيعامل المسيحيون الموجودين في بلاد فارس كحلفاء للعدو الفارسي القديم. وكتبشابور الثاني إلى قواده كما ذكر مسيحي مجهول: حدث «الاضطهاد العظيم» للكنائس المسيحية الفارسية بين عامي 340م – 363 م، بعد «الحروب الفارسية» التي استؤنفت بعد وفاة قسطنطين.

## تحول سكان القسطنطينية
تحول سكان القسطنطينية مصطلح استخدمه مجددوا العماد ورجال الدين في مرحلة ما بعد المسيحية ليعطو وصفاً للجوانب السياسية واللاهوتية (الدينية) لتقنين قسطنطين للمسيحية في القرن الرابع الميلادي. وأشاع استخدام هذا المصطلح رجل دين مينونايت جون يودر.